# Волер (Тексас)
Волер (енгл. Waller) град је у америчкој савезној држави Тексас. По попису становништва из 2010. у њему је живело 2.326 становника.

## Демографија
Према попису становништва из 2010. у граду је живело 2.326 становника, што је 234 (11,2%) становника више него 2000. године.
| Група             | 2000.         | 2010.         |
| Белци             | 1.185 (56,6%) | 1.170 (50,3%) |
| Афроамериканци    | 454 (21,7%)   | 486 (20,9%)   |
| Азијати           | 18 (0,9%)     | 20 (0,9%)     |
| Хиспаноамериканци | 422 (20,2%)   | 618 (26,6%)   |
| Укупно            | 2.092         | 2.326         |